# Phreatische Explosion

Schema einer phreatischen Eruption

Eine phreatische Explosion (altgriechisch φρέαρ phréar, deutsch ‚Brunnen‘, Genitiv φρέατος phréatos), auch phreatischer Ausbruch, phreatische Eruption, hydrovulkanische oder hydromagmatische Dampfexplosion, ist im weiteren Sinne eine vulkanische Explosion, die aus einer Wasserdampfexplosion im Zusammenhang mit magmatischer Tätigkeit resultiert. Dabei wird überhitztes, externes Wasser infolge einer plötzlichen Druckentlastung zu Dampf, der ungefähr das tausendfache bis dreitausendfache des Wasservolumens hat. Durch diese Volumensvergrößerung wird ein Explosionskrater in den Untergrund gesprengt. Das Gestein wird dabei zertrümmert, ausgeworfen und rings um den Krater als Wall abgelagert. Phreatische Eruptionen sind somit den physikalischen Explosionen zuzuordnen; sie enthalten nur zersprengtes „Altgestein“, kein juveniles Gestein (also streng genommen keine Pyroklasten).
In der ursprünglichen Definition beschränkte sich der Begriff auf Grundwasser (= phreatisches Wasser). Heute wird einfach von externem Wasser gesprochen (im Gegensatz zu juvenilem Wasser, das mit dem Magma emporgefördert wird). Phreatische Explosionen werden häufig von phreatomagmatischen Ausbrüchen gefolgt und werden daher auch zusammen mit diesem Explosionstyp (und anderen Phänomenen) unter den Überbegriffen Hydrovulkanismus oder Hydromagmatismus zusammengefasst.

## Entstehung

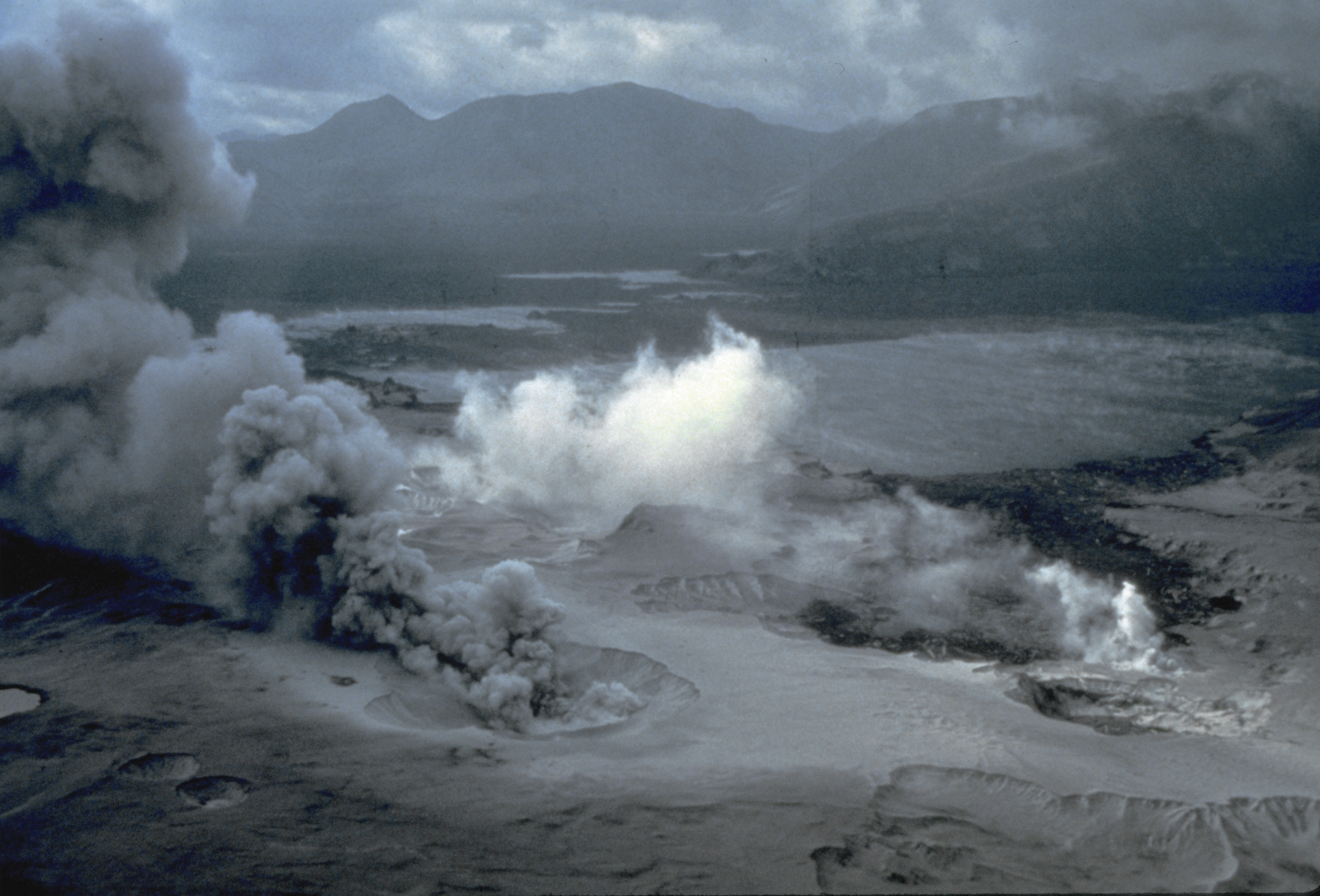
Phreatische Explosionen, Spirit Lake, Mount St. Helens

Eine phreatische Explosion findet statt, wenn externes Wasser in die Nähe des Magmas sickert oder fließt (jedoch ohne direkten Kontakt)
und vom Magma oder von aus der Tiefe aufsteigenden Gasen überhitzt wird. Wird nun das auflagernde Gestein etwa durch zersetzende Solfataren-Tätigkeit rissig oder durch ein Ereignis (z. B. Erdbeben) plötzlich durchlässig und kann etwas Dampf entweichen, kommt es infolge der Druckentlastung – ähnlich wie beim sogenannten Siedeverzug – zur explosionsartigen Verdampfung des überhitzten Wassers und damit zur phreatischen Explosion.
Phreatische Ausbrüche können sich z. B. an Vulkanen mit Solfataren-Tätigkeit plötzlich ereignen. Solfataren sind häufig stark gesteinszersetzend und tragen dadurch zur (plötzlichen) Durchlässigkeit im Gestein bei. Phreatische Ausbrüche sind aber meist nur von kurzer Dauer, da sich das (nachfließende) Wasserreservoir rasch erschöpft. Sie fördern nur Dampf, ein Dampf-Partikelgemisch und zertrümmertes Altgestein, das aus Sedimentgesteinen, plutonischen und metamorphen Gesteinen bestehen kann, aber auch aus älteren Vulkaniten oder pyroklastischen Gesteinen. Letztere werden trotzdem zum „Altgestein“ gerechnet, da sie nicht direkt zum Ausbruch gehören. Die Explosion findet typischerweise in wenigen zig bis etwa 100 Metern Tiefe statt.
Durch eine phreatische Explosion kann es zur Freilegung von Förderschloten für das Magma kommen. Häufig ist aufsteigendes Magma die direkte Ursache für die Explosion. Eine phreatische Explosion kann deshalb von phreatomagmatischen Ausbrüchen im engeren Sinne gefolgt werden, wenn Grundwasser dann in direkten Kontakt mit Magma kommt. Es können weitere heftige Wasserdampfexplosionen folgen, wobei es zur Mischung mit Pyroklasten kommt bzw. zum Auswurf von ausschließlich pyroklastischem Material. Die Abfolge von phreatischen zu phreatomagmatischen Explosionen kommt relativ häufig vor, und die beiden Prozesse sind oft nur durch eine detaillierte Analyse des Auswurfsmaterials zu trennen. Viele ältere Autoren haben daher die beiden Prozesse nicht unterschieden.
Eng verwandt mit der phreatischen Explosion ist der Ausbruchsmechanismus eines Geysirs. Im Unterschied dazu besitzt ein Geysir eine beständige, enge Röhre von einem unterirdischen Wasserreservoir zur Erdoberfläche. Die geothermische Wärme erhitzt das Wasser des Reservoirs auf über 100 °C, wobei der Druck des in der Röhre stehenden Wassers zunächst ein Sieden verhindert. Erst wenn der Dampfdruck den Wasserdruck übersteigt, steigen einzelne Dampfblasen den engen Kanal aufwärts. Dadurch sinkt der Druck im unterirdischen Wasserreservoir rapide ab, und das überhitzte Wasser geht schlagartig in Dampf über und schleudert das Wasser in der Röhre und im unterirdischen Reservoir aus. Dabei werden häufig nicht nur Wasser und Dampf, sondern auch im Wasser gelöste Mineralien und Gesteinspartikel ausgestoßen.

## Bildung von Surges
Phreatische (und vor allem auch phreatomagmatische) Ausbrüche können zudem energiereiche „(Druck-)Wellen“ (englisch surges oder base surges) erzeugen, die aus einem Gemisch von Gasen, Wasserdampf, (Alt-)Gesteinspartikeln und eventuell im Falle der phreatomagmatischen Eruption auch vulkanischer Asche bestehen. Der Begriff „(Druck-)Welle“ in diesem Zusammenhang ist jedoch etwas irreführend, da es sich nicht um kurzzeitige Druckunterschiede handelt, sondern um einen Dampf-Partikel-Strom. Deshalb hat sich für dieses Phänomen der Fachbegriff Surge eingebürgert. Surges können sich ähnlich den pyroklastischen Dichteströmen mit hoher Geschwindigkeit und hoher Zerstörungskraft dicht über dem Boden ausbreiten. Da sie keine Pyroklasten enthalten, können sie strikt genommen auch nicht als pyroklastische Surges bezeichnet werden. Die Ablagerungen dieser Surges ähneln den Ablagerungen, die von den base surges von Atombombenexplosionen erzeugt werden.

## Maare und deren Entstehung
Phreatische Explosionen sind für die Entstehung zahlreicher Maare verantwortlich, bei denen nur Altmaterial ausgeworfen wurde. Andere Maare sind jedoch von Ringwällen aus pyroklastischen Ablagerungen bzw. Gesteinen umgeben. Daher wurde früher auch eine Entstehung durch rein magmatische Ausbrüche diskutiert. Jedoch sind die meisten Ringwälle an der Basis von aus Altgestein bestehenden Schloträumungs-Brekzien unterlagert. Sie belegen, dass diesen magmatischen Ausbrüchen phreatische Ausbrüche (und phreatomagmatische Ausbrüche) vorausgingen. Manche Autoren bezeichnen daher diese Abfolge aus phreatischen zu magmatischen Ausbrüchen als phreatomagmatische Ausbrüche.

## Beispiel in Europa
Beispiel des Ergebnisses einer phreatomagmatischen Explosion ist der Hverfjall-Krater in Island.